# Manila Esposito
Manila Esposito, född 2 november 2006, är en italiensk gymnast.

## Karriär
Vid Europamästerskapen i artistisk gymnastik 2024 tog Esposito guld i mångkamp, bom och fristående.